# إرنست فيسك
إرنست فيسك (بالإنجليزية: Ernest Fisk)‏ هو شخصية أعمال أسترالي، ولد في 8 أغسطس 1886، وتوفي في 8 يوليو 1965.